# Pogonillus
Pogonillus is een kevergeslacht uit de familie van de boktorren (Cerambycidae). De wetenschappelijke naam van het geslacht werd voor het eerst geldig gepubliceerd in 1885 door Bates.

## Soorten
Pogonillus omvat de volgende soorten:
- Pogonillus inermis Bates, 1885
- Pogonillus subfasciatus Bates, 1885